# Krzysztof Wolsztyński
Krzysztof Wolsztyński (ur. 20 sierpnia 1958 w Bydgoszczy) – polski lekkoatleta specjalizujący się w biegach długich, działacz sportowy. Absolwent gdańskiej AWFiS.

## Życiorys
W latach 1973–1978 reprezentował klub Zawisza Bydgoszcz, a przez następnych 10 lat pracował w tamtejszej sekcji lekkoatletycznej jako trener. Od 1983 do 1989 był trenerem reprezentacji juniorów w biegach długich i średnich. Od 2002 pełni funkcję prezesa Kujawsko-Pomorskiego Związku Lekkiej Atletyki. W 2004 odznaczony Srebrnym Krzyżem Zasługi. Dyrektor szeregu międzynarodowych imprez lekkoatletycznych odbywających się w Bydgoszczy m.in. mistrzostw świata juniorów i Europejskiego Festiwalu Lekkoatletycznego. W 2008 został odznaczony przez Radę Miasta Bydgoszczy Medalem Kazimierza Wielkiego oraz został wybrany Bydgoszczaninem Roku. Na przełomie 2008 i 2009, bezskutecznie, ubiegał się o fotel szefa Polskiego Związku Lekkiej Atletyki (od roku 2005 jest wiceprezesem organizacji ds. kontaktu z terenem). Od 2002 roku jest prezesem Kujawsko-Pomorskiego Związku Lekkiej Atletyki. Na przestrzeni lat Wolsztyński był dyrektorem wielu międzynarodowych imprez lekkoatletycznych, m.in. Pucharu Europy w Lekkoatletyce 2004, Mistrzostw Świata w Biegach Przełajowych 2010 i 2013, Mistrzostw Świata Juniorów w Lekkoatletyce 2016, Młodzieżowych Mistrzostw Europy w Lekkoatletyce 2017, Drużynowych Mistrzostw Europy w Lekkoatletyce 2019 oraz Halowych Mistrzostw Europy w Lekkoatletyce 2021. Poza tym Wolsztyński jest dyrektorem dwóch mityngów - Memoriału Ireny Szewińskiej, który odbywa się na Stadionie im. Zdzisława Krzyszkowiaka w Bydgoszczy oraz halowych zawodów Copernicus Cup w Arena Toruń, zaliczanych do prestiżowego cyklu World Athletics Indoor Tour Gold.